# Giorgio Tori
Giorgio Tori (Roma, 16 novembre 1941 – Lucca, 19 gennaio 2025) è stato un archivista e storico italiano.

## Biografia
Giorgio Tori nacque a Roma il 16 novembre 1941. Dopo il liceo classico si laureò in giurisprudenza all'Università "La Sapienza" nel 1965 sotto la guida di Pietro Agostino D'Avack e Francesco Margiotta Broglio con una testi in storia del diritto ecclesiastico. Si è specializzato in archivistica, paleografia e diplomatica prima alla Scuola speciale per archivisti e bibliotecari di Roma e poi a quella dell'Archivio di Stato di Firenze. Dopo aver vinto il concorso pubblico per l'amministrazione degli archivi di Stato, nel 1967 iniziò a lavorare all'Archivio di Stato di Lucca, percorsa tutta la carriera di archivista, nel 1988 ottenne la qualifica dirigenziale nella Scuola superiore della pubblica amministrazione; diresse il laboratorio di restauro annesso all'Archivio di Stato di Lucca frequentando corsi di formazione presso i principali organi italiani del settore .
Fu direttore dell'Archivio di Stato di Lucca dal 1988 al 2008; diresse anche per alcuni periodi gli archivi di Stato di Pisa, Massa e Firenze. Componente di commissioni internazionali per la storia del clima e per le fonti della storia della scienza e della tecnica, fu autore di monografie e saggi sulla storia di Lucca e del suo territorio con particolare riguardo alla storia istituzionale nel secolo XIV e nel periodo francese (1799-1814). Per l'Archivio di Stato di Lucca proseguì l'opera di ordinamento e pubblicazione degli strumenti di ricerca contribuendo al volume VII degli inventari degli archivi gentilizi, coordinando il volume VIII e seguendo la ristampa anastatica, dotata di aggiunte e correzioni, dei quattro volumi dell'inventario di Salvatore Bongi. Curò i volumi II e IV dei regesti delle Riformagioni della Repubblica di Lucca (1369-1400) e coordinò il progetto di digitalizzazione integrale delle pergamene del diplomatico (circa 22mila).
Oltre a promuovere convegni di studio, mostre e iniziative divulgative, costituì la nuova sede succursale negli edifici restaurati degli ex Macelli comunali dove hanno trovato collocazione definitiva alcuni fra fondi più corposi dell'istituto lucchese fra cui tra cui l'archivio dei notari, il catasto, la prefettura e i tribunali postunitari. Tori inoltre è stato socio fondatore e vice presidente dell'Istituto Storico Lucchese, socio ordinario dell'Accademia lucchese di scienze, lettere ed arti (1990), consigliere di amministrazione della Fondazione Cassa di Risparmio di Lucca (2009-2017), presidente della Fondazione Centro Studi sull’Arte Licia e Carlo Ludovico Ragghianti di Lucca (2012-2018). Molto legato a Montecarlo (Lucca), luogo origine della famiglia paterna, ha abitato nel centro del borgo medievale per oltre 50 anni, contribuendo notevolmente alla vita civile e culturale della comunità.

## Opere
- Inventario dell'Archivio di Stato in Lucca, vol. VII - archivi gentilizi - a cura di Giorgio Tori, Arnaldo D'Addario, Antonio Romiti, Lucca, Nuova Grafica Lucchese, 1980.
- Riformagioni della Repubblica di Lucca (1369-1400), vol.II, Roma, Accademia Nazionale dei Lincei, 1985.
- Correspondance politique et diplomatique du Ministère des affaires étrangères de France: série Lucques, Roma, Ministero per i beni e le attività culturali, Ufficio centrale per i beni archivistici, 1991.
- Riformagioni della Repubblica di Lucca (1369-1400), vol.IV, Roma, Accademia Nazionale dei Lincei, 1998.
- Inventario dell'Archivio di Stato in Lucca, vol. VIII - archivi gentilizi - a cura di Laurina Busti, Sergio Nelli, coordinamento e direzione di Giorgio Tori, Lucca, Nuova Grafica Lucchese, 2000.
- Lucca giacobina : primo governo democratico della Repubblica lucchese, 1799, Roma, Ministero per i beni e le attività culturali, Ufficio centrale per i beni archivistici, 2000.
- Statuto del Comune di Lucca dell'anno 1331, Lucca, Istituto Storico Lucchese, 2017.